# Gaz Fabilouss
 (avril 2025).
Motif : Admissibilité non démontrée : mais où sont les sources secondaires indépendantes qui analysent le sujet et son intérêt encyclopédique sur la durée ?
Les sources proposées dans l'article sont en effet problématiques : il ne s'agit pas réellement de sources secondaires indépendantes (simples notices, annonces, interviews...), et/ou elles déclenchent une alarme anti-virus et ne sont donc pas des sources fiables.
- Archive Wikiwix
- Bing
- Cairn
- DuckDuckGo
- E. Universalis
- Gallica
- Google
- G. Books
- G. News
- G. Scholar
- Persée
- Qwant
- (zh) Baidu
- (ru) Yandex
- (wd) trouver des œuvres sur Wikidata

| 1. | Préciser le motif de la pose du bandeau. | Précisez le motif de la pose du bandeau en utilisant la syntaxe suivante : {{admissibilité à vérifier\|date=juin 2025\|motif=remplacez ce texte par le motif}}                     |
| 2. | Informer les utilisateurs concernés.     | Pensez à avertir le créateur de l'article, par exemple, en insérant le code ci-dessous sur sa page de discussion : {{subst:avertissement admissibilité à vérifier\|Gaz Fabilouss}} |

 (janvier 2025).
Gaz Fabilouss, né à Kinshasa, au Zaïre (aujourd'hui République démocratique du Congo), est un rappeur, producteur, chef de groupe, parolier et directeur de disque congolais.
Souvent appelé « Shina Rambo »,, il est considéré comme l'un des rappeurs congolais les plus influents de tous les temps,. Ses paroles se plongent souvent sur des thèmes de dérision, d'humour, de rivalité et de commentaire social.
Né et élevé à Kinshasa, Ndongidila a été reconnu pour la première fois en 2016 pour son premier single You-p-yeah,,. L'année suivante, il a sorti la mixtape Nyamanitude, qui était soutenue par le single Tika Makolo Na Nga,. En mai 2018, Ndongidila a sorti le single Zuwa, qui a connu un succès national. Son extended play, Jeune Courageux, sortie en juillet 2018, a donné naissance à ses singles Aye (avec Koffi Olomide), Salaire, Love Story et Mwasi Nzambe (avec Hamisa Mobetto). Le premier album studio de Ndongidila, Balle réele koleki-satan, est sorti en 2019, suivi de son deuxième album, Glissement, en 2023.
Il est le fondateur du label Jeunes Courageux, qui fonctionne également comme son groupe de soutien et est basé dans la commune de Matete à Kinshasa,.

## Biographie
Bien que la date de naissance exacte de Ndongidila reste inconnue, il est né à Kinshasa et a grandi dans le quartier de Debonhomme de la commune de Matete,,. Il a commencé à jouer de la musique à un jeune âge et a participé à une chorale catholique de 2005 à 2006,. Influencé par les rappeurs 50 Cent, Youssoupha, The Notorious B.I.G. et Tupac Shakur, il s'est rapidement aventuré dans le rap. En 2012, Ndongidila s'est associé au rappeur congolais Hervé Muya de son quartier pour former le collectif de rap B16 Music, et en 2013, ils ont enregistré leurs premiers morceaux de studio "On est blindé" et "BBN",.Après un bref passage avec B16 Music, Ndongidila a quitté le groupe et a cofondé Show Slime Music avec JL du Ghetto, Zman Mukulu, Christian Young Thug et KLB Mi-Zidi. Son rôle dans Show Slime Music l'a distingué, et son importance a ouvert la voie à sa carrière solo ultérieure.

## Carrière musicale

### 2016-2022: de "You-p-yeah" à Balle réel koleki-satan
En septembre 2016, Ndongidila a créé son premier single solo, "You-p-yeah", qui dépeint les défis et la persévérance de la jeunesse de Kinshasa. Le clip vidéo qui l'accompagne présentait un groupe de jeunes rappeurs, Ndongidila rappant sur le dédain que la société a à leur égard, certains les qualifiant de "sans valeur". "You-p-yeah" est devenu un succès à l'échelle nationale et était souvent joué dans les boîtes de nuit et les bars. Soutenu par son succès, il a laissé tomber la mixtape Nyamanitude en 2017, avec le tube "Tika Makolo Na Nga", qui a attiré l'attention l'année suivante,. Le 14 avril 2018, il est apparu au Métro Bar de Kinshasa pour son deuxième anniversaire, partageant la scène avec Innoss'B. Le mois suivant a vu la sortie de son tube national "Zuwa", tiré de Nyamanitude,,. En juin, Ndongidila est apparu dans la vidéo du single "Lelo Lelo" d'Innoss'B.
Ndongidila a sorti son Extended play (EP) de quatre pistes, Jeune courageux, en juillet 2018, qui était soutenu par les singles "Aye", "Salaire", "Love Story", "Mwasi Nzambe". Jeune courageux a été produit par le label allemand Goldie et comprend des apparitions de Koffi Olomide et Hamisa Mobetto,. Ce projet a également marqué l'introduction officielle de son groupe de soutien, qui a également été son label indépendant, également nommé Jeune Courageux[source secondaire souhaitée]. Le morceau de percée de l'EP "Aye", avec Koffi Olomide, a recueilli plus d'un million de vues dans les cinq jours suivant sa sortie et est devenu l'une des vidéos congolaises les plus tendance sur YouTube de cette année-là,,. Le single infusé de ndombolo et de rap "Salaire" a également remporté son plus grand succès commercial et a accumulé une audience importante sur YouTube,. Produit par son collègue producteur congolais King Kuba, "Salaire" a captivé le public et est resté en jeu constant,. Quatre mois après ses débuts, Nididongla a déclaré au média numérique congolais Talents2kin qu'il travaillait avec le chanteur ivoirien Serge Beynaud sur "Salaire Remix", qui est sorti le 14 décembre 2021,.
En 2019, Ndongidila a sorti son premier album studio Balle réele koleki-satan, via le label P4SELL,,. L'album se composait de 12 titres et comprenait des apparitions de Fabregas Le Métis Noir, Robinio Mundibu, Innoss'B, Rebo Tchulo, Titan Dangereux et Kozi,. Pour promouvoir Balle réelle, Ndongidila s'est produit au Village Chez Ntemba le 27 septembre 2020. Il est ensuite apparu sur le clip vidéo "Best" du single teinté de rap d'Innoss'B le mois suivant,, qui a été remplacé par la sortie de son single "Kaka Boye !",. Le 7 novembre, Ndongidila a fait la une de son premier concert en Tanzanie. Malgré l'émergence de la pandémie de COVID-19, il a clôturé l'année avec un concert en direct intitulé "A Night" au Cap, en Afrique du Sud. En août 2022, Ndongidila a fait la une d'un concert au Village Chez Ntemba, avec des apparitions d'invités de Samarino et Rebo Tchulo.

### 2023-présent: Glissement et "Nde Nini"
En janvier 2023, Ndongidila a annoncé sur Instagram que son deuxième album studio, Glissement, était dans les phases de production concluantes,. Le mois suivant, il a collaboré avec Innoss'B sur le succès de l'album "Caler son" influencé par le ndombolo. Par la suite, il a lancé sa tournée américaine, visitant des villes américaines telles que Dallas, Houston et Atlanta, suivies d'arrêts canadiens à Ottawa et à Montréal, et a terminé la tournée par une performance à Vancouver après son retour à Los Angeles pour un autre concert. Plus tôt en février, lors de la tournée, Ndongidila a révélé qu'il avait contacté Lil Wayne pour une collaboration sur Glissement. L'album sort le 27 octobre 2023 par Jeunes Courageux,. Il se composait de 12 titres et comprenait des apparitions d'invités de Didier Lacoste, Asnath Dosantos, Dylan, Gally Garvey, MC Baba, Innoss'B, Boozy Neega, Hessam Le Professeur et Razeur Boule, ainsi qu'un bonus Piste "Miami" avec le rappeur américain Lil Wayne,. Cependant, peu de temps après sa sortie, "Miami" a suscité la controverse. Alors qu'une voix similaire à celle de Lil Wayne apparaissait dans une vidéo YouTube téléchargée par les fans, le rappeur manquait visiblement de la vidéo.La piste n'était pas disponible sur plusieurs plateformes de streaming, et Ndongidila n'a offert aucune explication.
Le 23 mars 2024, il a sorti le single freestyle "Nde Nini", qui se penchait sur les thèmes de l'humour, de l'affrontement et de la critique sociétale. Grady Mugisho, dans une critique pour le média numérique congolais Ouragan.cd, a noté que Ndongidila utilise l'humour dans le refrain lorsqu'il aborde la façon dont certains musiciens et chroniqueurs de musique ont entaché l'image du pays.

## Discographie

### Albums
- 2023 : Glissement